# Zoran Đinđić
Zoran Đinđić (ćirilica: Зоран Ђинђић; Bosanski Šamac, 1. kolovoza 1952. – Beograd, 12. ožujka 2003.), srbijanski političar i bivši premijer Srbije.

## Životopis
Rođen je 1. kolovoza 1952. u Bosanskom Šamcu, gdje mu se otac (časnik JNA) zatekao na službi. Školovao se uglavnom po mjestima gdje mu je otac službovao, a gimnaziju je završio 1970. godine u Beogradu. Godine 1974. diplomirao je filozofiju na Filozofskom fakultetu Sveučilišta u Beogradu. Doktorirao je 1979. godine na Sveučilištu u Konstanzu u Njemačkoj i to s tezom: Problemi utemeljenja kritičke teorije društva. Mentor mu je bio Jürgen Habermas, jedan od najuglednijih svjetskih filozofa. 
Još kao student sudjelovao je u oporbenim aktivnostima, pa je tako zbog pokušaja organiziranja autonomne studentske organizacije (zajedno s zagrebačkim i ljubljanskim studentskim vođama), osuđen na godinu dana zatvora.
Tijekom 1980-ih, bio je profesor na Filozofskom fakultetu u Novom Sadu i viši znanstevni suradnik u Centru za filozofiju i društvenu teoriju u Beogradu. Jedan je od osnivača Demokratske stranke 1989. godine. Na Skupštini održanoj u veljači 1990. godine, izabran je za predsjednika Izvršnog odbora Demokratske stranke. Prosinca iste godine izabran je za jednog od zastupnika Demokratske stranke u Skupštini Srbije.
Za predsjednika Demokratske stranke izabran je 1994. godine. Nakon toga, još tri puta je potvrđen na mjestu šefa stranke.
Od studenog 1996. do veljače 1997. godine, bio je jedan od vođa oporbene koalicije Zajedno, koja je na lokalnim izborima u Srbiji odnijela pobjedu, ali to Miloševićev režim nije priznao. Poslije 88 dana građanskih i studentskih prosvjeda, Milošević je priznao pobjedu oporbi. Đinđić je 21. veljače 1997. izabran za gradonačelnika Beograda. S te dužnosti je smijenjen 30. rujna iste godine.
U sudskom sporu s tadašnjim predsjednikom Vlade Republike Srbije Mirkom Marjanovićem osuđen je 20. rujna 1996. na četiri mjeseca zatvora, uslovno na dvije godine. Vrhovni sud Srbije preimenovao je presudu 9. srpnja 1998. godine i izrekao novu u kojoj je osuđen na sedam mjeseci zatvora, odnosno na tri godine uvjetnoga odsluženja kazne.
U rujnu 1999. američki tjednik Time uvrstio je Đinđića u prestižnu listu četrnaest vodećih europskih političara trećeg tisućljeća.
Lipnja 2000. godine, Đinđić preuzima funkciju koordinatora Saveza za promene (SZP), a u kolovozu iste godine postaje menadžer promotivne kampanje Demokratske opozicije Srbije za izbore koji su bili održani 24. rujna iste godine, na kojima je DOS i pobijedio. Đinđić je najzaslužniji za događaje koji su 5. listopada doveli do pada režima Slobodana Miloševića, koji je odbijao priznati izborni poraz. Na tim izborima Đinđić je izabran za poslanika u Vijeću republika Skupštine SRJ. 
Na parlamentarnim izborima održanim u prosincu 2000. godine, DOS osvaja 176 zastupničkih mjesta. Đinđić je za premijera Srbije izabran 25. siječnja 2001. godine. 
Dobitnik je ugledne njemačke nagrade "Bambi" za 2000. godinu s područja politike. 
Bio je predsjednik Organizacionog odbora 12. Svjetskog kupa u vaterpolu 2002.
U kolovozu 2002. godine u Pragu je za doprinose u razvoju demokracije u Srbiji primio nagradu "Fondacije Polak", koja se svake godine dodjeljuje za doprinos u sprovođenju demokratskih i ekonomskih reformi u Centralnoj i Istočnoj Europi. 
Ubijen je u atentatu 12. ožujka 2003. godine ispred zgrade Vlade Srbije. Pokopan je 15. ožujka u Aleji zaslužnih građana na Novom groblju u Beogradu, a pogrebu je nazočilo više stotina tisuća građana. 
Za sobom je ostavio suprugu Ružicu, sina Luku i kćer Jovanu.

## Državne funkcije
- Gradonačelnik Beograda (veljača – rujan 1997.)
- Predsjednik Vlade Srbije (siječanj 2001. – ožujak 2003.)

## Djela
- Jedna srpska vizija (2004.)
- Srbija ni na istoku ni na zapadu (1996.)
- Jugoslavija kao nedovršena država (1988.)
- Jesen dijalektike (1987.)
- Subjektivnost i nasilje (1982.)

Eseji i radovi objavljivani su mu u "Stavu", "Književnim novinama" i "Književnoj reči".
Bio je glavni i odgovorni urednik časopisa "Theoria", glasila Filozofskog društva Srbije. Preveo je mnoga filozofska djela i autor je velikog broja novinskih prikaza. 

## Vanjske poveznice
- Fond "Dr. Zoran Đinđić"  Arhivirana inačica izvorne stranice od 2. travnja 2015. (Wayback Machine)
- Slobodna Bosna TAKO JE GOVORIO ĐINĐIĆ 1995.: "Srbi iz bivše BiH ne žele da žive u muslimanskoj državi i imaju pravo da ratuju", 12. ožujak 2017.